# هیترینو
هیترینو (به بلغاری: Hitrino) یک منطقهٔ مسکونی در بلغارستان است که در شهرستان هیترینو واقع شده‌است.
 هیترینو  ۸۳۶ نفر جمعیت دارد و ۲۷۳ متر بالاتر از سطح دریا واقع شده‌است.